# Psychotria yapacanensis
Psychotria yapacanensis är en måreväxtart som beskrevs av Julian Alfred Steyermark. Psychotria yapacanensis ingår i släktet Psychotria och familjen måreväxter. Inga underarter finns listade i Catalogue of Life.